# Claudio Granzotto
Il beato fra' Claudio Granzotto (all'anagrafe Riccardo Granzotto) (Santa Lucia di Piave, 23 agosto 1900 – Chiampo, 15 agosto 1947) è stato un francescano e scultore italiano dell'Ordine dei frati minori, beatificato nel 1994.

## Biografia

### Primi anni (1900-1921)
Riccardo Granzotto nasce il 23 agosto 1900 a Santa Lucia di Piave, al quartiere la Granza, da Antonio Granzotto e Giovanna Scottà. Ultimo di sette fratelli, viene battezzato il 2 settembre con il nome Riccardo Vittorio. Fin da bambino dimostra innate abilità artistiche, sia nel disegno che nel modellare la creta. In seguito alla morte del padre, all'età di nove anni deve lasciare la scuola per occuparsi, assieme ai suoi fratelli, della famiglia. Tenta, con scarso profitto, la professione di calzolaio e poi manovale; ma la sua passione rimane il disegno.
Durante la prima guerra mondiale, appena quindicenne, è chiamato a svolgere importanti lavori logistici a sostegno delle truppe; mentre all'età di diciotto anni viene arruolato nell'esercito e presta servizio in Italia e, infine, in Albania.
Nel 1921 ritorna nella sua casa di Santa Lucia di Piave e inizia a lavorare nell'impresa edile del fratello maggiore Giovanni che, dopo molte sollecitazioni, gli permette di frequentare la scuola d'arte serale a Conegliano.

### Accademia delle Belle Arti (1921-1928)
Incoraggiato dal parroco monsignor Vittorio Morando e grazie all'aiuto del fratello Giovanni, entra con successo all'Accademia delle Belle Arti di Venezia conseguendo, nel 1929, il diploma di scultore con il massimo punteggio. È il giusto riconoscimento per il sacrificio di anni dedicati allo studio, senza distrazioni, lavorando nelle ore libere presso lo studio del professor Domenico Rupolo, sovrintendente alle opere d'arte di Palazzo Ducale, che gli commissionerà varie sculture. Ancora studente realizza Lidia, ora nota come L'anima e la sua veste, la sua prima scultura in marmo conservata presso la Gipsoteca di Santa Lucia. La mirabile testina di giovinetta meritò gli elogi dello scultore Adolfo Wildt, accademico d'Italia in visita all'Ateneo di Venezia nel 1927. L'anno successivo scolpisce in marmo bianco di Carrara L'Acquasantiera per la chiesa di Santa Lucia. L'opera monumentale, ampiamente lodata dalla critica e considerata degna dei grandi maestri della Rinascenza, raffigura la Vergine posta su una conchiglia, che schiaccia il capo a Satana inginocchiato, curvo e sofferente. 

### Conversione
Nel 1929 è indetto un concorso per la costruzione a Roma del Foro Mussolini, ora Foro Italico. Il progetto prevede uno schieramento di statue di atleti richieste ad ogni provincia italiana. Il professor Granzotto decide di prendervi parte e realizza La volata, un colossale atleta che sta per lanciare una palla. La statua vince il concorso, con premio di L. 10.000, per rappresentare la provincia di Treviso al Foro Mussolini. Tuttavia, Riccardo viene estromesso dalla gara ormai vinta, probabilmente perché non iscritto al Partito nazionale fascista. 
Si apre, così, un periodo di profonda crisi esistenziale e religiosa per il professor Granzotto che riesce a superare grazie al supporto dell'architetto Rupolo e di monsignor Morando, che gli procurano diverse commissioni nell'ambito dell'arte sacra. È di questo periodo il protiro della chiesa di Santa Lucia di Piave, le colonne, i capitelli, la statua del Sacro Cuore e i due leoni che sorreggono il complesso. I soggetti sacri che scolpisce iniziano a forgiarlo nell'anima. L'arte rappresenta per lui un mezzo per avvicinarsi a Dio, da un punto di vista sempre più votato all'ascetismo. La scultura di Santa Lucia (1933), da lui realizzata per la chiesa di Santa Lucia, è l'emblema della sua conversione verso una condotta protesa a un continuo legame con il mondo del sacro, riducendo progressivamente lo spazio di vita profano. 
Nel 1932 è stato provvidenziale l'incontro con padre Amadio Oliviero, francescano, che predicava nella parrocchia. Grazie al suo fondamentale intervento Granzotto decide di seguire le orme di San Francesco, nonostante l'opposizione della famiglia e degli amici. Il 7 dicembre 1933 entra nell'Ordine dei Frati Minori, a San Francesco del Deserto, nella laguna veneta. A partire dall'ingresso in convento, gli viene subito commissionata la realizzazione di una grotta di Lourdes a Chiampo, terminata nel 1935 e considerata come un'oasi di spiritualità mariana. 

### Noviziato
Nel dicembre del 1935 è ammesso al noviziato come fratello laico e gli viene imposto il nome fra' Claudio. Nel 1936 emette i voti religiosi e viene mandato al convento di san Francesco di Vittorio Veneto dove si dedica alla realizzazione di altre sculture, all'assistenza dei sacerdoti celebranti, alla cura dei malati. Conduce una vita umile e penitenziale dedicandosi anche alla questua, che pratica perfino per le strade di Santa Lucia dov'è conosciuto come affermato e stimato professore. 
Negli anni della seconda guerra mondiale, fra' Claudio intensifica la sua dedizione verso i più bisognosi. Rinunciava ai pasti per offrire il suo pranzo ai poveri, a loro donava la legna destinata a riscaldare il suo laboratorio e, per ottenere un po' di calore, bruciava carta umida che produceva solo fumo. 

### Morte
Esempio di carità cristiana, di umiltà e di generosità, fra' Claudio muore, come da lui predetto (Per l'Assunta me ne vado), il 15 agosto 1947 consumato da un devastante tumore al cervello. Le sue spoglie riposano ai piedi della grotta di Lourdes a Chiampo da lui realizzata, diventata meta di molti pellegrinaggi. In seguito alla sua morte, giungono numerose testimonianze documentate e verificate, di grazie ricevute dal frate scultore.

## Culto
Il 20 novembre 1994, fra' Claudio Granzotto è stato proclamato beato da papa Giovanni Paolo II.
L'Ordine dei Frati Minori e la diocesi di Vicenza ne celebrano la memoria il 2 settembre, mentre il ricordo nel Martirologio Romano è fissato al 15 agosto: «A Padova, beato Claudio (Riccardo) Granzotto, religioso dell'Ordine dei Frati Minori, che unì l'esercizio della professione religiosa al suo mestiere di scultore e raggiunse in pochi anni la perfezione nell'imitazione di Cristo».

## Opere di scultura
- Italo Cuzziol (1925) – Busto del nipotino Italo Cuzziol. Il tema dell'opera è la fanciullezza.
- L'anima e la sua veste (1927) – Testa di fanciulla, di 37 cm. È il primo lavoro in marmo realizzato dal professor Granzotto eseguito in Accademia. Il volto esprime l'anima che vive dentro la materia.
- La volata (1929) – Rappresenta un atleta lanciatore di palla. Opera in gesso, alta cm 200. La statua vince il concorso, con premio di L. 10.000, per rappresentare la provincia di Treviso al Foro Mussolini. Tuttavia, Riccardo viene estromesso dalla gara ormai vinta, probabilmente perché non iscritto al Partito nazionale fascista.
- L'acquasantiera (1928) – Composizione in marmo bianco di Verona, alta 243 cm, formata da un demonio imponente in ginocchio, costretto a sorreggere la conchiglia dell'acquasanta su cui si erge una Madonnina in bronzo. L'opera, che si trova nella chiesa arcipretale di Santa Lucia di Piave, rappresenta i simboli della fede: il demonio che tenta di liberarsi dal peso insostenibile della conchiglia con l'acquasanta, su cui si erge la figura della Vergine Maria. È l'immagine del Bene che schiaccia il male.
- Angelo contemplante (1930-31) – Scultura in marmo commissionata dall'architetto Domenico Rupolo per conto di monsignor Eugenio Bacchion, arciprete di Salzano, per ornare l'altare maggiore della sua chiesa. L'opera rappresenta l'esperienza di preghiera dell'artista innanzi al Santissimo Sacramento.
- Santa Lucia (1932-33) – Opera in marmo di Carrara, di cm. 170. Si trova nella chiesa di Santa Lucia di Piave. Raffigura la martire santa Lucia con le braccia incrociate e il viso preteso verso l'alto, affiancata da due angeli bambini. La santa, privata della vista, "vede" perché ha ricevuto in dono lo sguardo della fede.
- Sant'Antonio morente (1939) – Statua in marmo di Carrara di cm. 170, posta sotto l'altare laterale sinistro nella chiesa di San Francesco a Vittorio Veneto. Sullo sfondo sono incise le parole "VIDEO DOMINUM MEUM", ossia, "Vedo il mio Signore". Il santo è colto nel momento del trapasso, che viene accolto con gioia, perché prossimo al dono della vita eterna.
- Cristo morto (1939-41) – Statua in marmo di Carrara, posta sotto l'altare laterale destro della chiesa di San Francesco a Vittorio Veneto. È considerato il capolavoro di fra' Claudio. Il Cristo è colto nell'attimo in cui sta vincendo la morte e le ferite della crocifissione scompaiono dal suo corpo.
- I tre volti di Cristo (1947) – Trittico di volti del Cristo ispirati dalla Sacra Sindone. I tre volti rappresentano il Redentore in tre atteggiamenti: la giustizia, la misericordia e l'amore. I primi due sono in gesso, l'ultimo, non terminato, è in plastilina.